# Greer Shephard
 (septembre 2024).
Si vous disposez d'ouvrages ou d'articles de référence ou si vous connaissez des sites web de qualité traitant du thème abordé ici, merci de compléter l'article en donnant les références utiles à sa vérifiabilité et en les liant à la section « Notes et références ».
Greer Shephard est une productrice et réalisatrice américaine pour la télévision.
Elle a créé avec Michael M. Robin la société de production Shephard/Robin ayant notamment produit les séries créées par Ryan Murphy comme Nip/Tuck et Popular, ainsi que la série créée par James Duff, The Closer : L.A. enquêtes prioritaires ainsi que son spin-off Major Crimes.

## Filmographie

### Producteur
- 1999 : Brookfield
- 1999-2001 : Popular
- 2000 : Metropolis
- 2000 : 100 % normal (Brutally Normal)
- 2001 : Le Souvenir en héritage (Bailey's Mistake)
- 2002 : Aces
- 2003-2005 : Nip/Tuck
- 2004 : The D.A.
- 2006-2012 : The Closer : L.A. enquêtes prioritaires (The Closer)
- 2007 : State of Mind
- 2009 : Trust Me
- 2012 : Longmire
- 2012- : Major Crimes
- 2013 : The Kid

### Réalisateur
- 2004-2005 : Nip/Tuck
- 2007 : The Closer : L.A. enquêtes prioritaires (The Closer)
- 2007 : State of Mind
- 2009 : Trust Me